# Madison McLaughlin

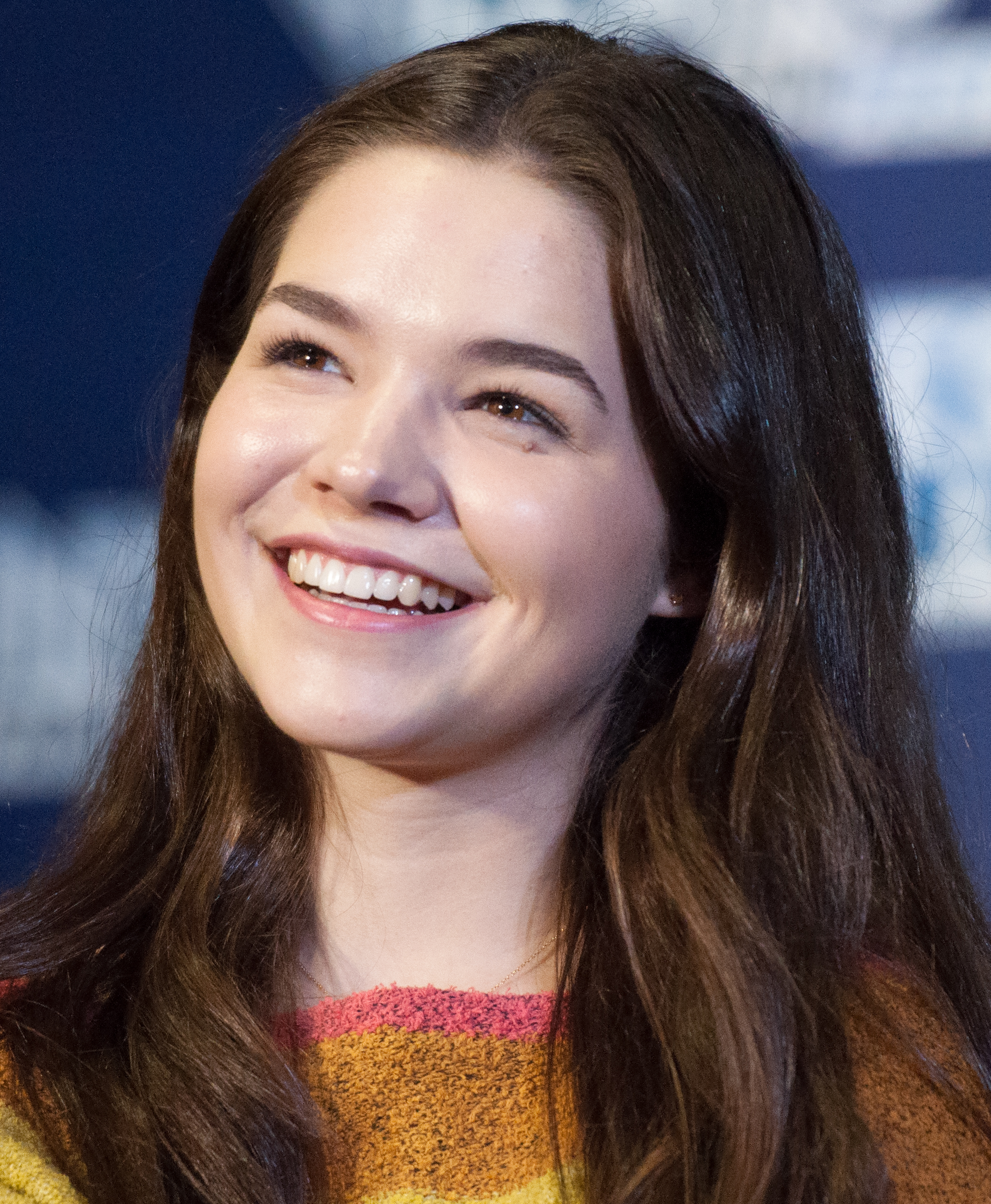
Madison McLaughlin, 2017

Madison McLaughlin (* 5. November 1995 in Baton Rouge, Louisiana) ist eine US-amerikanische Schauspielerin.

## Leben
Die US-Amerikanerin ist seit den 2000ern in der Schauspielbranche aktiv. Zunächst spielte sie hauptsächlich in Kurzfilmen mit. 2010 wirkte sie in einer größeren Rolle als Alison DeMatti im Katastrophenfilm Meteor Apocalypse mit. Ab 2011 war sie vor allem in Gast- oder wiederkehrenden Rollen in Fernsehproduktionen zu sehen. In Chicago P.D. spielte sie die Rolle der Michelle Sovana, in Major Crimes jene der Kris Slater oder in Arrow die der Evelyn Sharp.

## Filmografie (Auswahl)
- 2010: Meteor Apocalypse
- 2010: Stacy’s Mom
- 2011: The Mentalist (Fernsehserie, Episode 4x06)
- 2012–2013: Supernatural (Fernsehserie, 2 Episoden)
- 2013: Teen Wolf (Fernsehserie, Episode 3x08)
- 2013: Major Crimes (Fernsehserie, 5 Episoden)
- 2013: Modern Family (Fernsehserie, Episode 5x07)
- 2015: Mad Men (Fernsehserie, Episode 7x10)
- 2015: Finding Carter (Fernsehserie, 2 Episoden)
- 2015: Chicago P.D. (Fernsehserie, 8 Episoden)
- 2015: Girl Meets World (Fernsehserie, Episode 2x06)
- 2016–2017: Arrow (Fernsehserie, 11 Episoden)
- 2019: Most Likely to Murder
- 2020: Roswell, New Mexico (Fernsehserie, Episode 2x08)